# 沼田インターチェンジ (北海道)
沼田インターチェンジ（ぬまたインターチェンジ）は、北海道雨竜郡沼田町にある深川留萌自動車道のインターチェンジ。関越自動車道に同名のインターチェンジがあるが、石狩沼田駅とは異なり「石狩」は付かない。

## 歴史
- 2003年（平成15年）7月17日：秩父別IC - 沼田IC間（深川沼田道路）が開通。
- 2005年（平成17年）3月27日：沼田IC - 北竜ひまわりIC間（沼田幌糠道路）が開通[1]。

## 周辺
- ひまわりの里[2]
- 道の駅サンフラワー北竜（サンフラワーパーク北竜温泉）
- 沼田工業団地[3]
- グリーンスコーレカントリー倶楽部
- 萌の丘
- 沼田警察署
- 沼田町役場
- 石狩沼田駅（JR北海道・留萌本線）

## 接続する道路
- 直接接続
  - 国道275号
- 間接接続
  - 北海道道428号奥美葉牛沼田線
  - 北海道道549号峠下沼田線

## 隣
E62 深川留萌自動車道（深川沼田道路 / 沼田幌糠道路）
(2) 秩父別IC - 秩父別PA - (3) 沼田IC - (4) 北竜ひまわりIC